# Halford (groupe)
Pour les articles homonymes, voir Halford.
Halford est un groupe de heavy metal américain, originaire de Phoenix, dans l'Arizona. Le groupe est formé en 1999 par le chanteur britannique Rob Halford, mieux connu pour sa participation au sein du groupe Judas Priest. Halford forme le groupe pour retourner à ses racines heavy metal. Ces deux autres projets musicaux sont Fight, un groupe de « street metal », et 2wo, un groupe de metal industriel.

## Biographie
Le groupe est formé en 1999 par le chanteur britannique Rob Halford. Le premier album de Halford, Resurrection, est publié en 2000, et inclus dans le « top 500 des meilleurs albums heavy metal de tous les temps » par Martin Popoff. Les chansons Silent Screams et la chanson-titre Resurrection sont aussi incluses dans la liste de Popoff. La chanson The One You Love to Hate fait participer le chanteur Bruce Dickinson du groupe Iron Maiden.
En 2002, Halford publie son deuxième album studio, Crucible, sans aucune promotion officielle. Un bootleg intitulé Live - From the Disney House of Blues est mis en ligne sur le site web RobHalford.com en 2004. Halford publie les pistes bonus au Japon, incluant She, Fugitive, Rock the World Forever et In the Morning. Une vidéo de la chanson In the Morning est aussi publiée sur le site web de Halford. En novembre 2006, Halford publie un single intitulé Forgotten Generation. Les rééditions des premiers albums du groupe sont publiées sur iTunes. En 2009 sort le troisième album de Halford, Halford III: Winter Songs.
Le 25 juin 2010, Halford publie The Mower, le premier single de son quatrième album, Halford IV: Made of Metal, publié en septembre 2010.

## Membres

### membres actuels
- Rob Halford - chant (depuis 1999)
- Mike Chlasciak - guitare (depuis 1999)
- Bobby Jarzombek - batterie (depuis 2000)
- Mike Davis - basse (depuis 2003)
- Roy Z - guitare (depuis 2003)

### Anciens membres
- Jason Ward - basse (2003)
- Chad Tarrington - guitare (2003)
- Ray Riendeau - basse (1999-2002)
- Pete Parada - batterie (1999-2000)
- Patrick Lachman - guitare (1999-2002)

## Discographie

### Albums studio
- 2000 : Resurrection
- 2002 : Crucible
- 2009 : Halford III: Winter Songs
- 2010 : Halford IV: Made of Metal
- 2019 : Celestial

### EPs
- 2003 : Fourging The Furnace
- 2006 : Silent Screams: The Singles (exclusivité iTunes)

### Albums live
- 2001 : Live Insurrection
- 2004 : LIVE - Disney House of Blues Concert (à l'origine, en téléchargement libre sur www.robhalford.com.)
- 2010 : Live in Anaheim (Original Soundtrack)

### Compilations
- 2006 : Metal God Essentials, Vol. 1 (exclusivité iTunes, sorti en CD en septembre 2007)

### DVD
- 2008 : Halford - Live at Rock In Rio III
- 2010 : Live in Anaheim
- 2011 : Halford Live At Saitama Super Arena